# Jean-Marie Musy

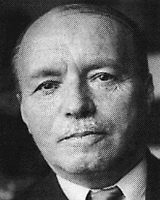
Jean-Marie Musy

Jean-Marie Musy (ur. 10 kwietnia 1876, zm. 19 kwietnia 1952) – szwajcarski polityk, członek Rady Związkowej od 11 grudnia 1919 do 30 kwietnia 1934. Kierował departamentem finansów (1920-1934).
Był członkiem CVP.
Pełnił także funkcje wiceprezydenta (1924) i prezydenta (1925, 1930) Konfederacji.
Jego syn, Pierre Musy, był sportowcem i dyplomatą.